# PR-539
A Rodovia PR-539 é uma estrada pertencente ao governo do Paraná que liga a cidade de Marilândia do Sul (entroncamento com a rodovia BR-376 e a localidade de Santo Antônio do Palmital, já na cidade de Rio Bom.

## Denominação
- Rodovia Beligni e Pantano, no trecho entre a cidade de Marilândia do Sul e a cidade de Rio Bom, de acordo com a Lei Estadual 8.118 de 26/06/1985.[1]

## Trechos da Rodovia
A rodovia possui uma extensão total de aproximadamente 31 km, podendo ser dividida em 3 trechos, conforme listados a seguir:
| Ponto de referência                               | Extensão do trecho | Extensão acumulada | Situação        |
| ------------------------------------------------- | ------------------ | ------------------ | --------------- |
| Entroncamento BR-376                              | ---                | 0 km               | ---             |
| Acesso a Marilândia do Sul                        | 2,85 km            | 2,85 km            | Pavimentado     |
| Rio Bom                                           | 18,6 km            | 21,45 km           | Pavimentado     |
| Localidade de Santo Antônio do Palmital (Rio Bom) | 9,6 km             | 31,05 km           | Não pavimentado |

Extensão pavimentada: 21,45 km (69,08%)